# Ван Дишук, Пита
Пита ван Дишук (нидерл. Pieta van Dishoeck, род. 13 мая 1972 года) — голландская гребчиха, призёр кубка мира и чемпионата мира по академической гребле, а также летних Олимпийских игр 2000 года.

## Биография
Пита ван Дишук родилась 13 мая 1972 года в нидерландском городе Хилверсюме, Северная Голландия. Тренировалась в клубе «Skoell AASRV». Профессиональную карьеру гребца начала с 1997 года.
Первые профессиональные соревнования на международной арене в которых ван Дишук приняла участие был I этап кубка мира по академической гребле 1997 года в Мюнхене, Германия (1997 WORLD ROWING CUP I). В финале заплыва двоек парных голландки ван Дишук и Эке ван Нес с результатом 08:20.400 заняла 4 место, уступив призовые места соперницам из Латвии (08:15.450 — 3е место), Литвы (08:11.300 — 2е место) и Германии (08:07.380 — 1е место).
Бронзовая медаль в активе ван Дишук был добыта на чемпионате мира по академической гребле 1998 года в Кёльне, Германия. Голландская пара ван Дишук и ван Нес заняла второе место в финальном заплыве. С результатом 6:49.75 они уступили золотые награды соперницам из Великобритании (6:48.85 — 1е место), но обогнали румынок (6:50.49 — 3е место).
Во время чемпионата мира по академической гребле 1999 года в канадском городе Сент-Катаринас, пара ван Дишук и ван Нес заняла третье место в финальном заплыве двоек парных. Голландские гребцы с результатом 6:46.18 финишировали третьими, уступив первенство соперницам из Китая (6:45.99 — 2е место) и Германии (6:41.98 — 1е место).
Успешными в карьере ван Дишук стали Летние Олимпийские игры 2000 года в Сиднее. Её участие в заплыве восьмерок с рулевой принесло серебряную медаль соревнования. С результатом 06:09.390 голландские спортсменки уступили первенство соперницам из Румынии (06:06.440 — 1е место), но обогнали канадок (06:11.580 — 3е место). Вторая её серебряная медаль на этой Олимпиаде была добыта в паре с ван Нес, где они заняли второе место в заплыве двоек парных. С результатом 7.00,36 борьбу за первое место голландские спортсменки проиграли соперницам из Германии (6.55,44).